# Țopa
Țopa – wieś w Rumunii, w okręgu Marusza, w gminie Albești. W 2011 roku liczyła 323 mieszkańców.